# Belmonte (Polaciones)
Belmonte es una localidad del municipio de Polaciones (Cantabria, España). La localidad está a 5 km de distancia de la capital municipal, Lombraña, y a una altitud de 1023 m sobre el nivel del mar. En el año 2024 contaba con una población de 14 habitantes (INE). Celebra la fiesta de Santa María Magdalena el 22 de julio. De su patrimonio destaca la iglesia, que es del siglo XVIII. Dentro del término de esta localidad se encuentra el Lote Casal Norte o Lote Robledo, de caza mayor, perteneciente a la Reserva Nacional de Caza del Saja, y que comparte con San Mamés.

## Historia
Hacia mediados del siglo XIX, el lugar tenía contabilizada una población de 91 habitantes. La localidad aparece descrita en el cuarto volumen del Diccionario geográfico-estadístico-histórico de España y sus posesiones de Ultramar de Pascual Madoz de la siguiente manera:

BELMONTE: l. en la prov. de Santander [12 leg.], part. jud. de Valle de Cabuérniga (4), dióc. de Palencia [22 1/2], aud. terr. y c. g. de Burgos (22), ayunt. de valle de Polaciones: sit. en una pequeña llanura resguardado de los vientos del S. y O., por una ladera de montes que se elevan en dichas direcciones y con clima sano. Tiene 14 casas y caballerizas de muy mala construccion, distribuidas en varias calles sin empedrar y sucias; igl. parr. bajo la advocacion de Sta. Maria Magdalena servida por un cura de provision del diocesano; cementerio en parage que no puede dañar á la salud pública; varios manantiales de agua y una fuente que aprovechan los vec. para su consumo doméstico. Confina N. San Mamés, E. y S. Sta. Eulalia y Cotillos y O. con varias montañas. El terreno es sumamente escarpado, hallándose la mayor parte del invierno cubierto de nieves; corre por él el rio llamado Culebrera, que con otros arroyos que bajan de la sierra de Peña Labra, forman el r. titulado Nausá: le cruzan dos puentes de madera, uno peonil para el tránsito de San Mamés y otro en el sitio de Pejanda, por el que pueden pasar ganados. Los caminos son locales. Prod.: patatas, algunos granos y yerbas de pasto; cria ganado de todas clases; caza de liebres, perdices, faisanes y animales dañinos, y pesca de truchas. La ind. y com. está reducida a la construccion de ruedas y aperos de labranza, que conducen á Castilla de donde traen granos y otros artículos. Pobl.: 9 vec., 91 hab. contr. con el ayuntamiento.
(Madoz, 1846, p. 140)